# Fodina kosemponis
Fodina kosemponis là một loài bướm đêm trong họ Noctuidae.